# Episodi di School Spirits (prima stagione)
La prima stagione della serie televisiva School Spirits, composta da 8 episodi, è stata pubblicata su Paramount+ dal 9 marzo al 13 aprile 2023. In Italia è stata pubblicata dal 30 giugno al 4 agosto 2023.
| nº | Titolo originale       | Titolo italiano           | Pubblicazione USA | Pubblicazione Italia |
| -- | ---------------------- | ------------------------- | ----------------- | -------------------- |
| 1  | My So-Called Death     | La mia presunta morte     | 9 marzo 2023      | 30 giugno 2023       |
| 2  | The Fault in Our Scars | Ci sono cicatrici ovunque | 9 marzo 2023      | 30 giugno 2023       |
| 3  | Dead and Confused      | Morta e confusa           | 9 marzo 2023      | 30 giugno 2023       |
| 4  | Ghoul Intentions       | Terribili scoperte        | 16 marzo 2023     | 7 luglio 2023        |
| 5  | The Twilight End Zone  | La stanza segreta         | 23 marzo 2023     | 14 luglio 2023       |
| 6  | Grave the Last Dance   | Il ballo dei morti        | 30 marzo 2023     | 21 luglio 2023       |
| 7  | Séance Anything        | La seduta spiritica       | 6 aprile 2023     | 28 luglio 2023       |
| 8  | Madison's Body         | Il corpo di Madison       | 13 aprile 2023    | 4 agosto 2023        |

## La mia presunta morte
- Titolo originale: My So-Called Death
- Diretto da: Max Winkler
- Scritto da: Megan Trinrud e Nate Trinrud

## Ci sono cicatrici ovunque
- Titolo originale: The Fault in Our Scars
- Diretto da: Max Winkler
- Scritto da: Oliver Goldstick

## Morta e confusa
- Titolo originale: Dead and Confused
- Diretto da: Oran Zegman
- Scritto da: Thomas Higgins

## Terribili scoperte
- Titolo originale: 'Ghoul Intentions
- Diretto da: Oran Zegman
- Scritto da: Lijah Barasz

## La stanza segreta
- Titolo originale: The Twilight End Zone
- Diretto da: Brian Dannelly
- Scritto da: Bernadette Luckett

## Il ballo dei morti
- Titolo originale: Grave the Last Dance
- Diretto da: Brian Dannelly
- Scritto da: Natalia Castells-Esquivel

## La seduta spiritica
- Titolo originale: Séance Anything
- Diretto da: Hannah Macpherson
- Scritto da: Oliver Goldstick

## Il corpo di Madison
- Titolo originale: Madison's Body
- Diretto da: Hannah Macpherson
- Scritto da: Megan Trinrud e Nate Trinrud